# Storozj
Storozj (russisk: Сторож) er en russisk spillefilm fra 2019 af Jurij Bykov.

## Medvirkende
- Jurij Bykov som Vlad
- Vladislav Abasjin som Stas
- Alla Juganova som Vera
- Oleg Zima
- Gela Meskhi